# Broadford

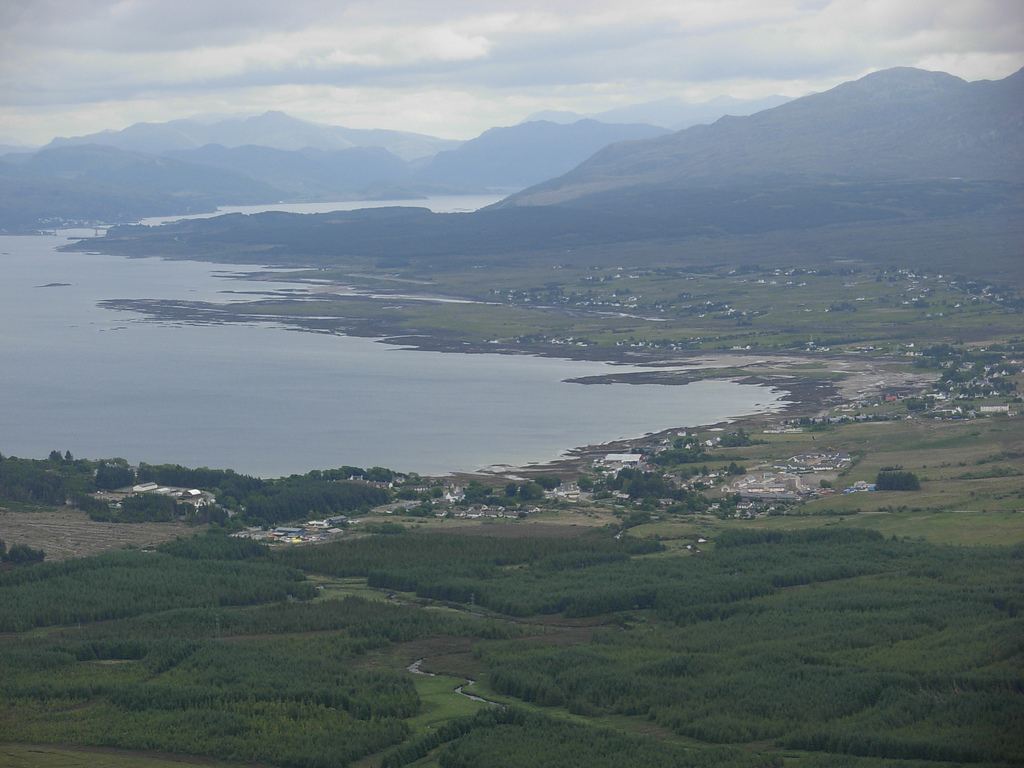
Vista da cidade

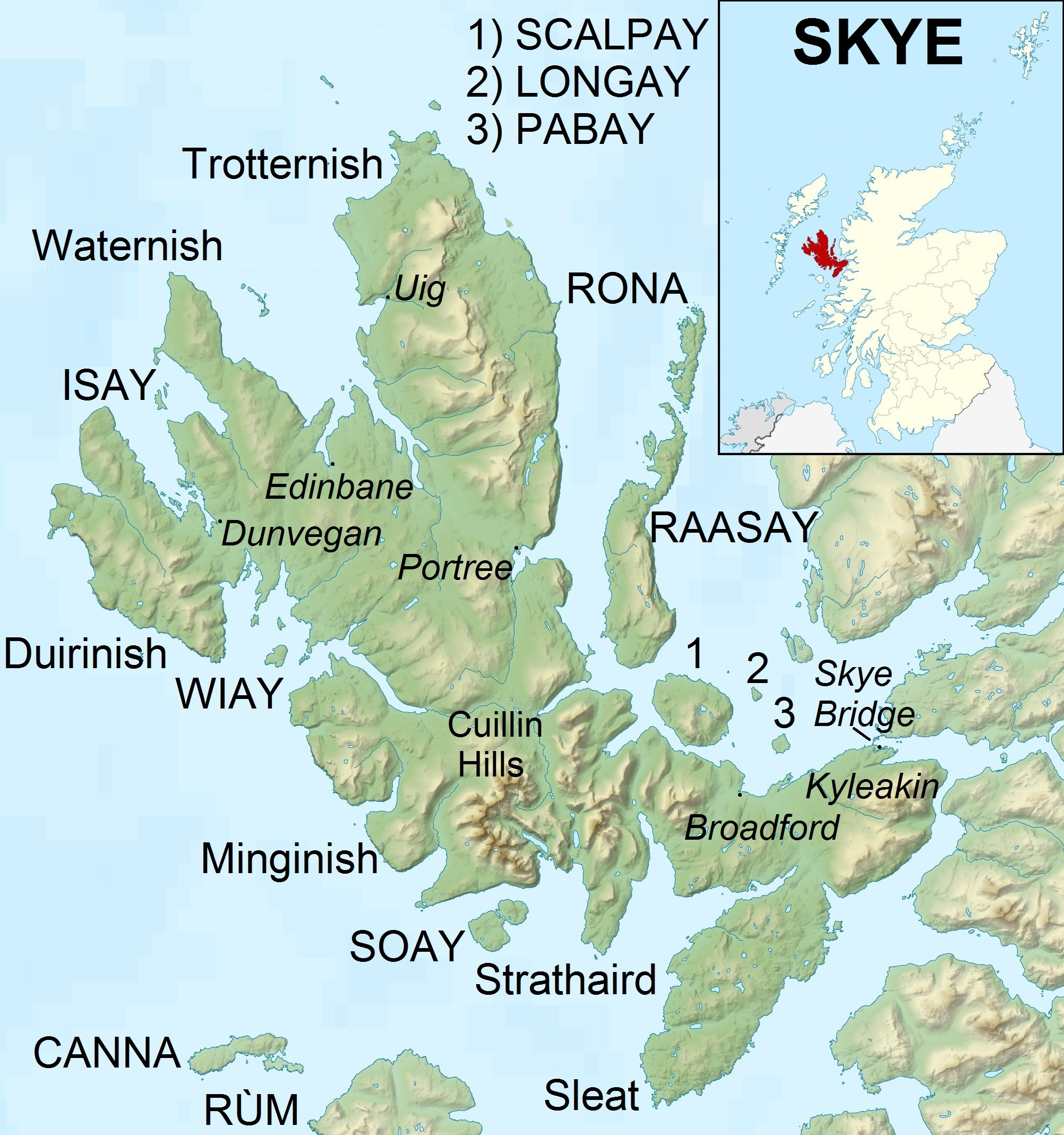
Mapa de Skye mostrando Broadford

Broadford (An t-Àth Leathann em gaélico), junto com Harrapool, é a segunda maior cidade da ilha de Skye, Escócia.

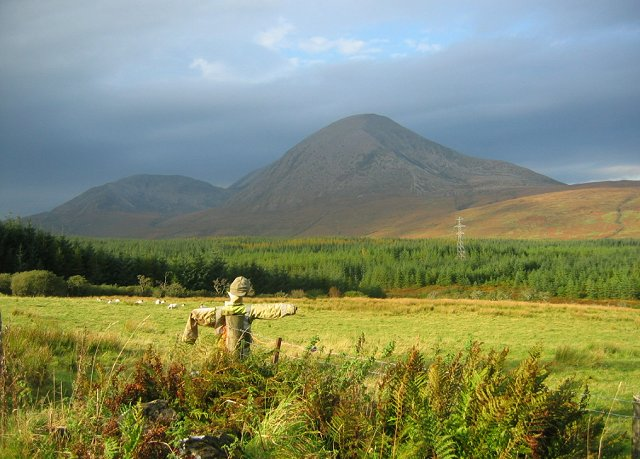
Beinn na Caillich e Goir a' Bhlair